# Vittorio Rota

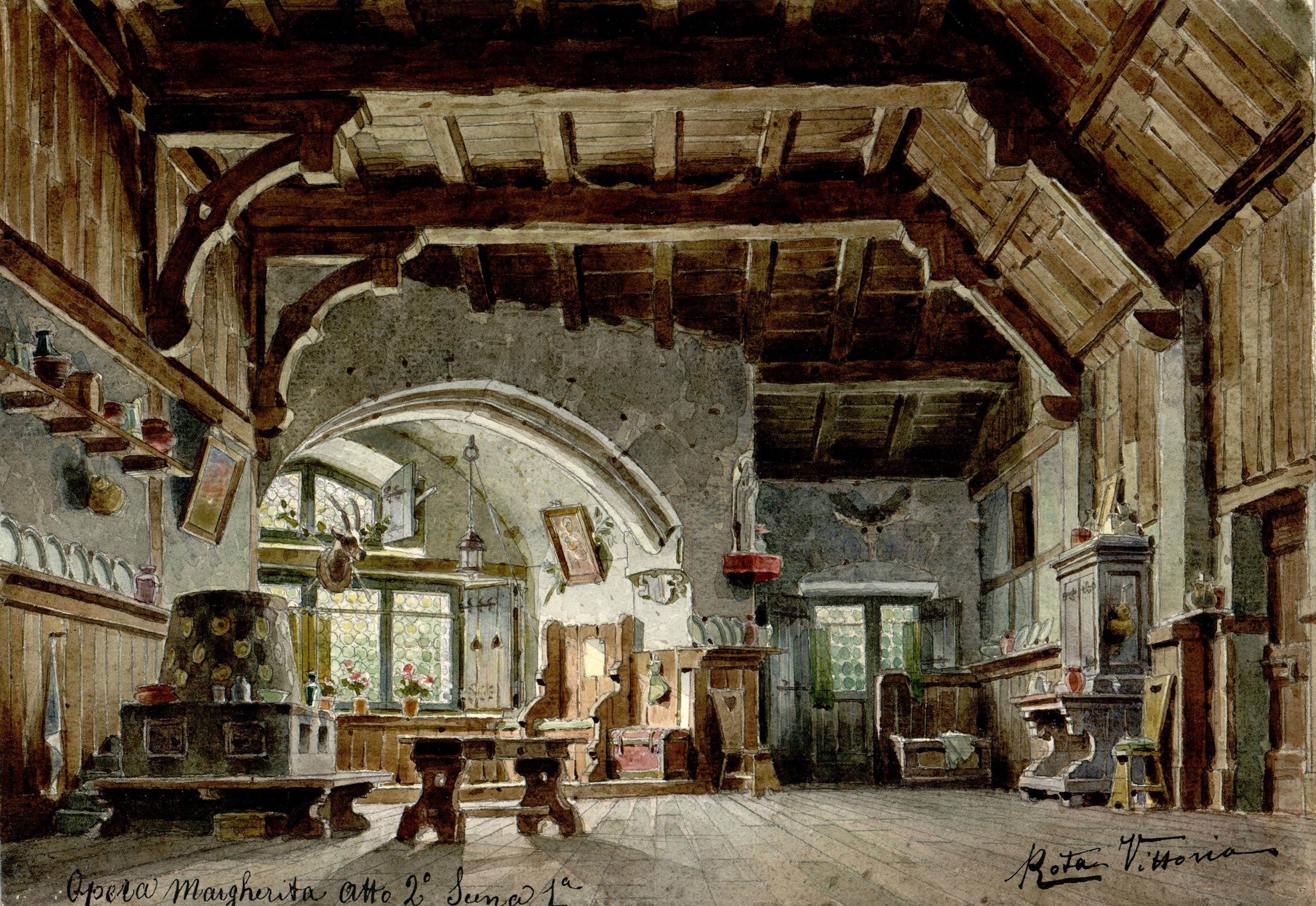
Camera di Marta, bozzetto di Vittorio Rota per Margherita (1910). Archivio Storico Ricordi.

Vittorio Rota (Pomponesco, 11 agosto 1864 – Milano, 1931) è stato un pittore e scenografo italiano.

## Biografia
Nacque nel 1864 a Pomponesco, frequentando le scuole elementari a Viadana, dove il padre esercitava la professione di medico; morto prematuramente il padre, Vittorio ottenne dalla municipalità una borsa di studio che gli permise di iscriversi all'Istituto di Belle Arti di Parma.
Fu attivo presso il Teatro alla Scala di Milano dai primi del Novecento e presso il Teatro dell'Opera di Roma. Insieme a Carlo Songa disegnò le scene per la prima assoluta della Madama Butterfly di Giacomo Puccini, che debuttò il 17 febbraio 1904.
Insieme a Carlo Songa e Mario Sala formava il cosiddetto "terzetto degli scenografi scaligeri", chiamati così perché seguivano la tradizione di Carlo Ferrario.
Lavorò come scenografo per circa trent'anni per importanti opere tra le quali Falstaff, Belfagor, Lohengrin.
Morì nel 1931 a Milano.

## Opere

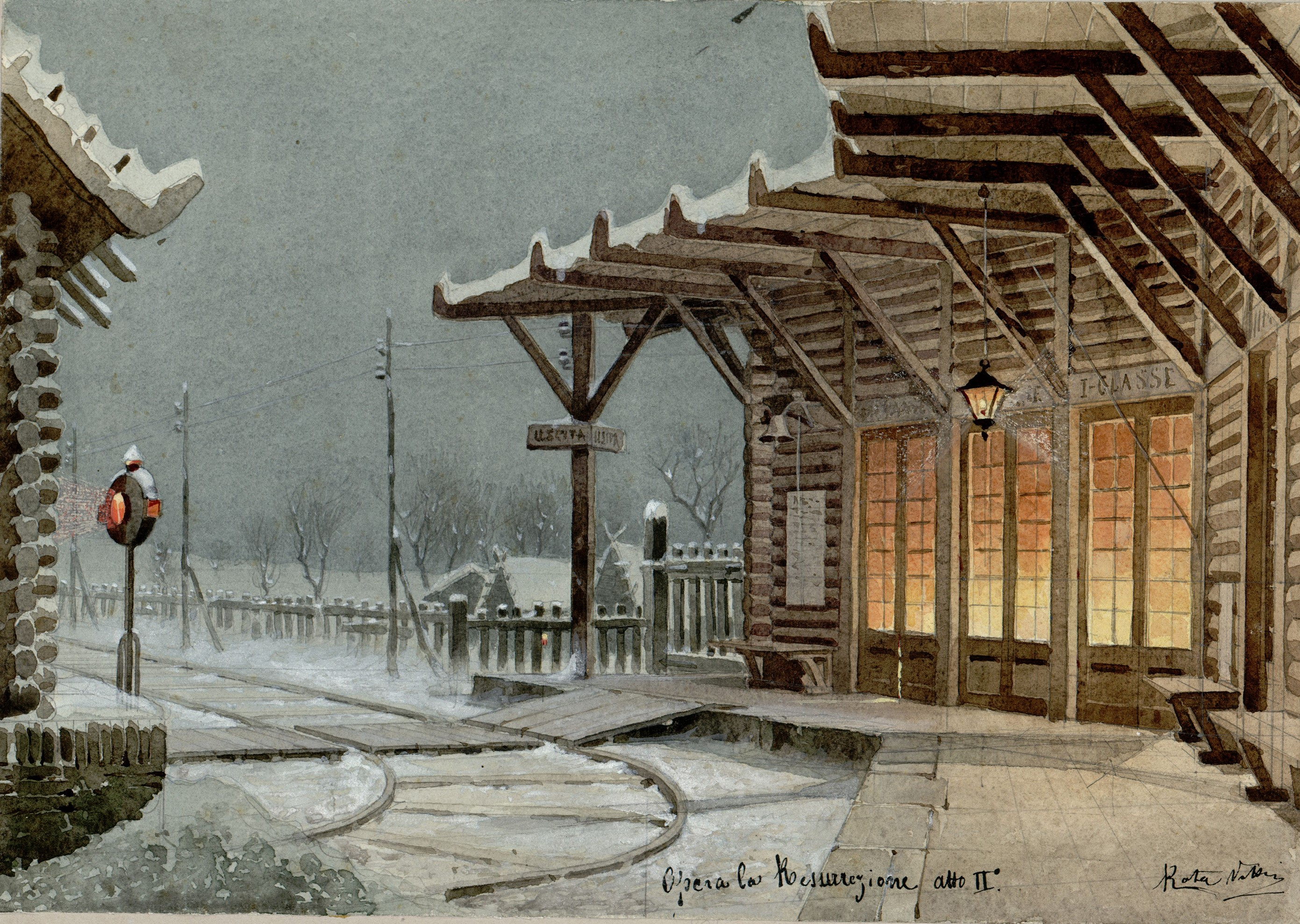
La stazione, bozzetto di Vittorio Rota per Risurrezione (1906). Archivio Storico Ricordi.

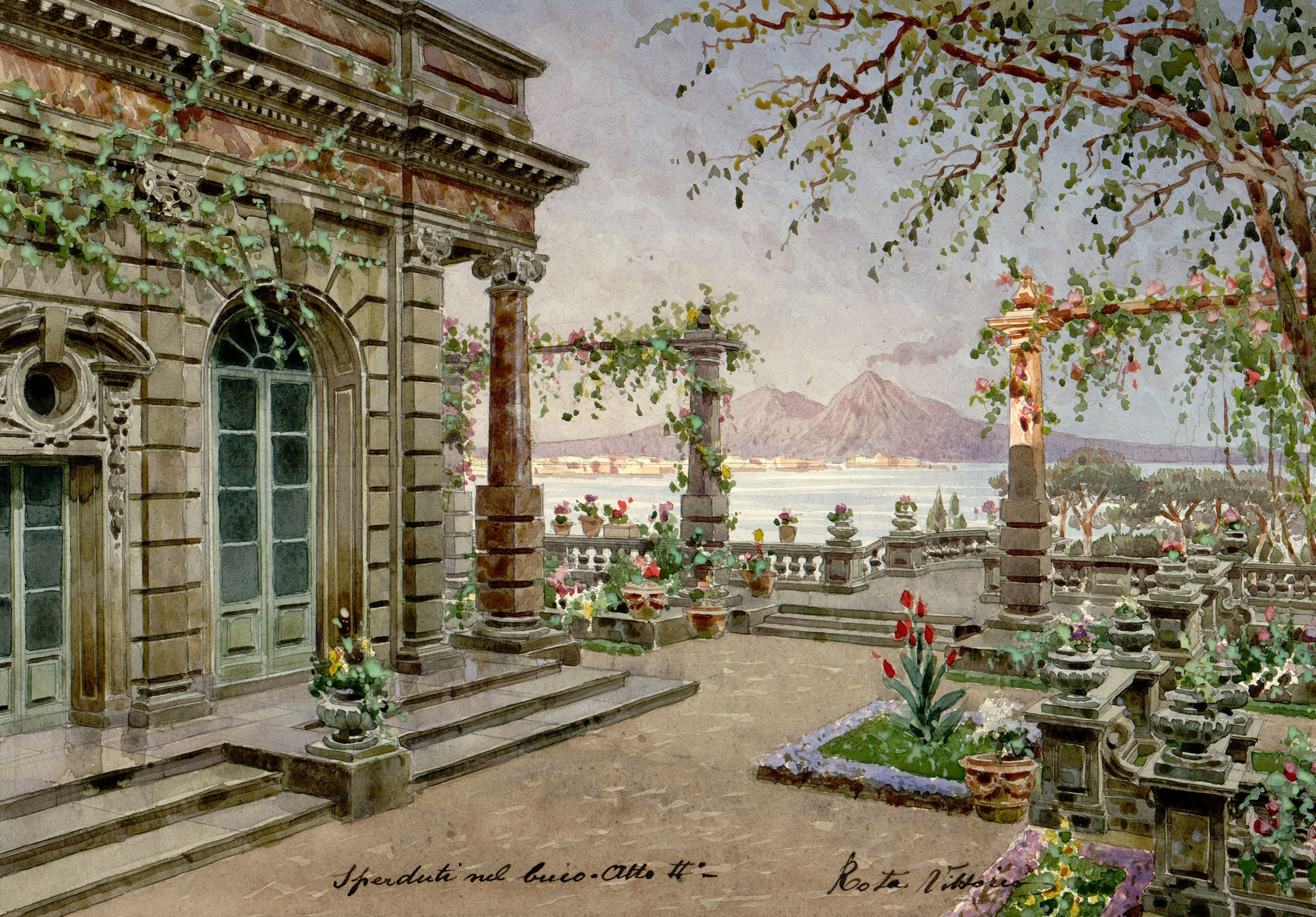
Una spianata nella villa del Duca di Vallenza, sul mar di Posillipo, bozzetto di Vittorio Rota per Sperduti nel buio (1907). Archivio Storico Ricordi.

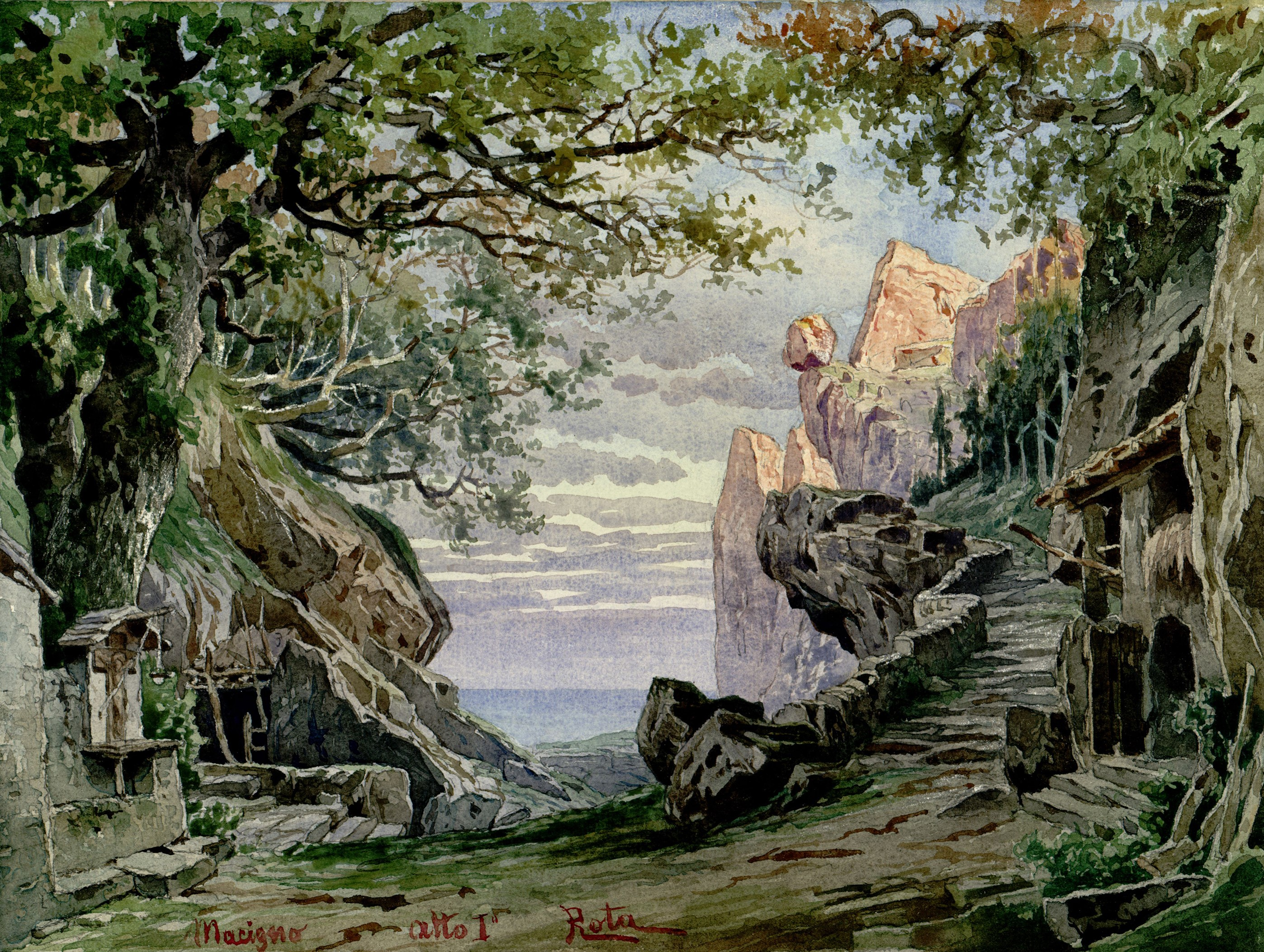
Sui greppi titanici dei monti Sibillini, bozzetto di Vittorio Rota per Il macigno (1917). Archivio Storico Ricordi.

Scenografie per il Teatro Alla Scala di Milano:
- Eugenio Onegin, 1900
- Tristano e Isotta, 1900
- Mefistofele, 1901
- Madama Butterfly, 1904
- Lohengrin, 1912
- La nave, 1918
- Lohengrin, 1922
- Belfagor, 1923
- Lohengrin, 1924
- Lohengrin, 1925
- Lohengrin, 1926
- Lohengrin, 1929
- Lohengrin, 1933
- Lohengrin, 1935
- Lohengrin, 1940

Scenografie per il Teatro dell'Opera di Roma: 
- Arianna e Barbablù (Ariane et Barbe-Bleue), 1929-30
- Débora e Jaéle, 1931-32
- Don Pasquale, 1929-30
- Don Pasquale, 1931-32
- Gloria, 1907-08
- Il tabarro, 1918-19
- Il tabarro, 1919-20
- Il tabarro, 1921-22
- Siberia, 1905-06
- Suor Angelica, 1918-19
- Suor Angelica, 1919-20
- Suor Angelica, 1921-22